# Thomas Ritzenhoff

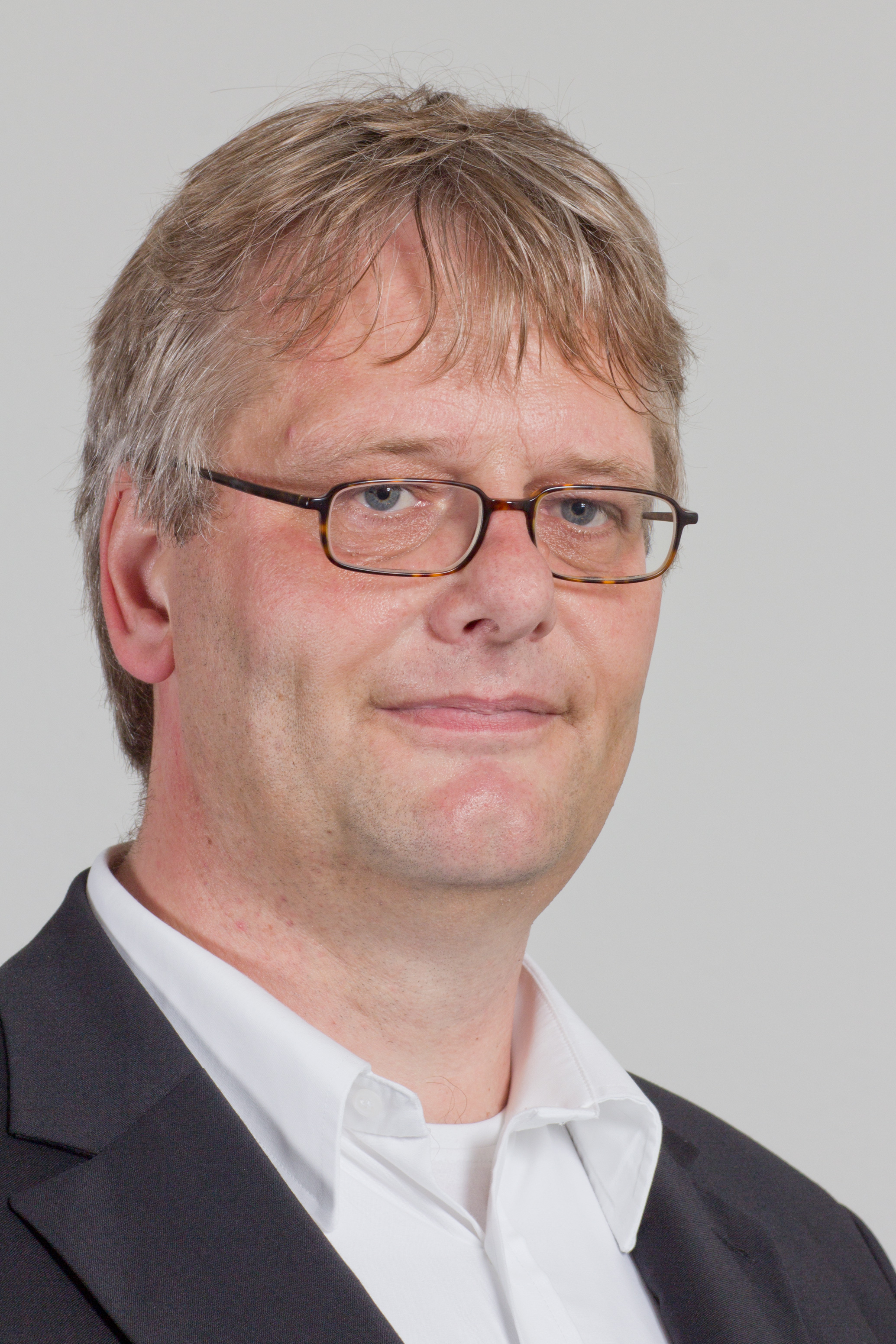
Thomas Ritzenhoff (2011)

Thomas Ritzenhoff (* 19. Oktober 1961 in Münster) ist ein deutscher Jurist und Politiker (SPD).

## Leben und Wirken
Ritzenhoff stammt aus konservativ geprägtem Elternhaus in Westfalen, machte 1981 sein Abitur und studierte danach Rechtswissenschaften in Münster. Er war Rechtsreferendar in Hamburg und seit 1992 als Anwalt in Hamburg tätig.
1989 trat Ritzenhoff in die SPD ein und gilt daher in seinen eigenen Worten als „das rote Schaf der Familie“. Er wurde in der SPD Mitglied im Landesvorstand und im Kreisvorstand Wandsbek sowie stellvertretender Vorsitzender der Sozialdemokratischen Gemeinschaft für Kommunalpolitik in Hamburg. Seit 2001 ist er Mitglied der Bezirksversammlung Wandsbek. Dort war er zunächst stellvertretender Fraktionsvorsitzender, von 2004 bis 2011 Fraktionsvorsitzender. Von März 2011 bis Juni 2011 war er als Nachrücker für Senator Michael Neumann Abgeordneter der Hamburgischen Bürgerschaft. 
Seit dem 1. Juli 2011 leitet Ritzenhoff das Bezirksamt Wandsbek, das mit ca. 1.300 Mitarbeitern das größte der Stadt Hamburg ist. 2017 und 2023 ist er für weitere sechsjährige Amtszeiten wiedergewählt worden. 
2021 erhoben der Personalrat des Bezirksamtes Wandsbek und die Wandsbeker CDU-Fraktion Vorwürfe wegen Mobbings gegen Ritzenhoff. Das Verfahren vor dem Hamburger Verwaltungsgericht endete mit einem Vergleich und der Bezirksamtsleiter beteuerte sich der Dienstverordnung zu verpflichten.

## Privates
Thomas Ritzenhoff lebt mit Frau und einem Sohn in Rahlstedt.